# Río Sangusín
El Sangusín es un curso de agua del interior de la península ibérica, afluente del Alagón. Discurre por la provincia española de Salamanca.

## Descripción
El río, que discurre por la provincia de Salamanca, tiene su origen en los alrededores de Fuentes de Béjar. Tras dejar atrás localidades como Peromingo, a su derecha, y Horcajo de Montemayor, a la izquierda, termina desembocando en el río Alagón entre Molinillo y Pinedas, en un paraje conocido como "La hoya tramborríos", probablemente un apócope de "entre ambos ríos". Aparece descrito en el decimotercer volumen del Diccionario geográfico-estadístico-histórico de España y sus posesiones de Ultramar de Pascual Madoz de la siguiente manera:

SANGUSIN: riach. en la prov. de Salamanca, part. jud. de Béjar : nace en las gargantas que forman las montañas sit. al S. de los pueblos de Sanchotello, Ledrada y Nava de Béjar, muy cerca de los llamados Dos Hermanitos, que son dos cerros iguales en elevacion. Es de corto caudal y suspende sus corrientes al empezar los calores. Pasa por los pueblos de Peromingo y Horcajo, dejando el primero á la der., y el segundo á la izq. En cada uno de ellos se le cruza por un puente de piedra. Baña los térm. de varias pobl. sin fertilizar tierras, escepto en las cercanías de Peromingo, que riega algunos prados y huertos, y da movimiento á varios molinos harineros. Su curso es de O. á N., y desde el punto en que nace hasta que sale del part. por el térm. de Horcajo para unirse al Alagon, hay poco mas de 2 leg. de dist.
(Madoz, 1849, p. 736)

Perteneciente a la cuenca hidrográfica del Tajo, sus aguas terminan vertidas en el océano Atlántico.